# Ленартовиці (Свентокшиське воєводство)
Ленартовиці (пол. Lenartowice) — село в Польщі, у гміні Сташув Сташовського повіту Свентокшиського воєводства.
Населення — 50 осіб (2011).
У 1975-1998 роках село належало до Тарнобжезького воєводства.

## Демографія
Демографічна структура на день 31 березня 2011 року:
|          | Загалом | Допрацездатний вік | Працездатний вік | Постпрацездатний вік |
| -------- | ------- | ------------------ | ---------------- | -------------------- |
| Чоловіки | 22      | 4                  | 16               | 2                    |
| Жінки    | 28      | 3                  | 19               | 6                    |
| Разом    | 50      | 7                  | 35               | 8                    |